# Antonio Rivera
Antonio Rivera est un boxeur portoricain né le 5 décembre 1963 à Guayama et mort le 4 avril 2005.

## Carrière
Passé professionnel en 1981, il devient champion du Porto Rico des super-coqs en 1983 puis champion du monde des poids plumes IBF le 30 août 1986 après sa victoire au 10e round contre Chung Ki-young.
Rivera perd son titre dès le combat suivant face à Calvin Grove le 23 janvier 1988 puis s'incline lors de quatre autres championnats du monde en super-coqs et poids légers. Il met un terme à sa carrière en 2002 sur un bilan de 36 victoires, 13 défaites et 3 matchs nuls.